# Everything Is Burning
Everything Is Burning (Metanoia Addendum) – minialbum projektu IAMX wydany 2 września 2016 w formie podwójnej płyty kompaktowej. Pierwszy dysk zawiera całkowicie nowe nagrania, na drugim znalazły się remiksy utworów z albumu Metanoia.
11 października 2016 w internecie pojawił się promujący to wydawnictwo teledysk do piosenki „The Void”. 

## Lista utworów
czasy na podst. serwisu iTunes / Apple Music

### CD1
| 01 . | „Everything Is Burning” | 4:23  |
|      |                         |       |
| 02 . | „Dead in This House”    | 4:48  |
|      |                         |       |
| 03 . | „Triggers”              | 4:18  |
|      |                         |       |
| 04 . | „Scars”                 | 4:24  |
|      |                         |       |
| 05 . | „The Void”              | 4:58  |
|      |                         |       |
| 06 . | „Eternity”              | 4:22  |
|      |                         |       |
| 07 . | „Turning Crimson”       | 2:43  |
|      |                         |       |
|      |                         | 29:56 |
|      |                         |       |

### CD2
| 01 . | „North Star (Future Funk Squad Remix)”                      | 5:26  |
|      |                                                             |       |
| 02 . | „Oh Cruel Darkness Embrace Me (Aesthetic Perfection Remix)” | 4:10  |
|      |                                                             |       |
| 03 . | „North Star (Mr Kitty Remix)”                               | 4:31  |
|      |                                                             |       |
| 04 . | „Oh Cruel Darkness Embrace Me (SlickNik/CE Remix)”          | 6:42  |
|      |                                                             |       |
| 05 . | „Happiness (Gary Numan Remix)”                              | 3:46  |
|      |                                                             |       |
| 06 . | „Look Outside (Marat Sad remix)”                            | 4:04  |
|      |                                                             |       |
| 07 . | „Oh Cruel Darkness Embrace Me (Single Mix)”                 | 3:15  |
|      |                                                             |       |
| 08 . | „North Star (Addendum Mix)”                                 | 4:27  |
|      |                                                             |       |
| 09 . | „Happiness (Single Mix)”                                    | 3:46  |
|      |                                                             |       |
|      |                                                             | 40:07 |
|      |                                                             |       |